# Osu!
 Der er for få eller ingen kildehenvisninger i denne artikel, hvilket er et problem. Du kan hjælpe ved at angive troværdige kilder til de påstande, som fremføres i artiklen.

osu! er et freeware rytmisk computerspil udviklet af Dean Herbert oprindeligt til Microsoft Windows. Spillet er skrevet i programmeringssproget C# i .NET (Microsoft), og er senere blevet portet til Mac OS X, IOS (Apple) og Windows Phone. Spillets gameplay er baseret på kommercielle rytme spil såsom Osu! Tatakae! Ouendan, Elite Beat Agents, Taiko no Tatsujin, beatmania IIDX, O2Jam, og DJMax.

## Gameplay
Spillets forskellige levels er kaldet beatmaps. I hvert beatmap vil en sang afspilles, og forskellige rytmiske elementer (sliders, hit circles, og spinners) vil komme op på skærmen. Spilleren skal bruge en styreenhed til at få musemarkøren til at ramme de diverse elementer i rytmisk takt med sangen. Brugen af en tablet (tegneredskab) i kombination med et tastatur er normalt, selvom nogen folk bruger en mus.
Hver beatmap er lavet af spillere af spillet, som skal opfylde spillets "Ranking Criteria," som er spillets officielle regler for hvordan beatmaps skal laves. 

### Sværhedsgrader
De fleste beatmaps har omkring fem sværhedsgrader Easy, Normal, Hard, Insane og Expert (Insane kaldes nogle gange også for Another, Expert kaldes nogle gange også for Extra) Sange på 5 minutter eller derover, behøver kun at have en sværhedsgrad for at kunne blive promoveret som spillets officielle indhold, blandt ~86.000 andre beatmaps.